# Пйотр Сарник
Пйотр Сарник (пол. Piotr Sarnik; 15 лютого 1977, м. Домброва-Гурнича, Польща) — польський хокеїст, нападник. 
Виступав за «Заглембе» (Сосновець), ГКС (Катовиці), КХТ (Криниця), ГКС (Тихи), «Краковія» (Краків).
У складі національної збірної Польщі провів 108 матчів (21 гол); учасник чемпіонатів світу 2003 (дивізіон I), 2005 (дивізіон I), 2006 (дивізіон I), 2007 (дивізіон I) і 2010 (дивізіон I). У складі юніорської збірної Польщі учасник чемпіонату Європи 1995 (група B). 
Досягнення
- Чемпіон Польщі (2006, 2011)
- Володар Кубка Польщі (2007, 2008, 2009).